# Кокдала (Жамбильський район)
Кокдала́ (каз. Көкдала) — село у складі Жамбильського району Алматинської області Казахстану. Входить до складу Аксенгірського сільського округу.
Населення — 330 осіб (2021; 297 у 2009, 266 у 1999, 369 у 1989).